# Радоња Голубовић
Радоња Голубовић (Буче, код Берана, 1906 — Москва, 1984) био је учесник Народноослободилачке борбе, друштвено-политички радник НР Црне Горе и амбасадор ФНРЈ.

## Биографија
Основну школу и гимназију завршио је у Беранама, а Правни факултет у Суботици. Током студија придружио се Комунистичкој партији Југославије (КПЈ), што је утицало на његову каснију политичку каријеру. Активно је учествовао у Тринаестојулском устанку током Другог светског рата.
После рата, обављао је низ значајних функција у новоформираној власти Црне Горе. Био је министар унутрашњих послова и министар правде, а касније је заступао интересе ФНРЈ као опуномоћени министар у Паризу.
Године 1947. постављен је за амбасадора Југославије у Румунији. Међутим, након избијања сукоба са Информбироом 1948, поднео је оставку на своју дужност и емигрирао у Совјетски Савез.